# Васьково (Опочецкий район)
Васьково — деревня в Опочецком районе Псковской области России. Входит в состав Пригородной волости Опочецкого района.
Расположена на левом берегу реки Великая, в 10 км к югу от города Опочка, на автодороге на Себеж (А117).
Численность населения по состоянию на 2000 год составляла 10 человек, на 2012 год — 10 человек.

## Топографические карты
- Лист карты O-35-XXXV Себеж. Масштаб: 1 : 200 000. Состояние местности на 1983 год. Издание 1987 г.